# ブックオブウォーターマークス
ブックオブウォーターマークス（THE BOOK OF WATERMARKS）はソニー・コンピュータエンタテインメントから1999年7月15日に発売されたプレイステーション用謎解きアドベンチャーゲーム。

## 概要
シェイクスピアの戯曲『テンペスト』の設定をベースにし、17-18世紀のヨーロッパの雰囲気・嗜好・趣味を詰め込んだゲームである。
プレイヤーはネオクラシシズム様式の巨大図書館やゴシック様式の大聖堂などの重厚な建築物の中をさまよい、謎を解いていくことになる。
美麗なグラフィックは同じく謎解きアドベンチャーゲームである『MYST』に通ずるものがあるがその難解さで知られた『ミスト』に比べてゲームとしての難易度は本作のほうがはるかに低く、容易である。
本作においては謎解きはそれほど重要ではなく、美しいグラフィックと音楽、そしてペダンティックな雰囲気を楽しむことこそが主軸なのである。

## あらすじ
ナポリの王子、ファーディナンドはある時嵐に会い、見知らぬ島へたどり着く。
彼を助けた威厳のある老人は元ミラノ大公のプロスペローと名乗り、島を案内する。
人里を遠く離れた島にあるとは思えない壮麗な寺院や宮殿に驚くファーディナンドにプロスペローはこれらのものは全て13冊の偉大な魔法書の力によりプロスペローが生み出したものだと告げる。
しかしある日魔法書は13冊目の「ウォーターマークスの書」一冊を残して消失してしまい、プロスペローは魔力を失ってしまった。
そのため、魔法に支えられたこの島は崩壊寸前であるという。
プロスペローから12冊の魔法書の捜索を依頼されたファーディナンドは謎めいた島の探索を始める－。

## 魔法書
本作に登場する魔法書は以下の通り。
1. ナビゲーターズ(THE FIRST BOOK NAVIGATORS) - 航海術の書。15世紀にポルトガルのヘンリー航海王が所有していた。造船、海洋、地理、天文について記述されている。
2. 建築家(THE SECOND BOOK ARCHITECTS) - 建築の書。バベルの塔建設時に使用されたが消失し、12世紀にサン・ドニ大修道院の院長シュジェールにより封印が解かれる。本書の知識によりゴシック建築が生み出された。
3. 幾何学原論(THE THIRD BOOK ELEMENTA GEOMETRIAE) - 幾何学と数学の書。クレルヴォーの聖ベルナールが所有したとされ、彼の生み出した幾何学的に美しい建築の礎となった。
4. ラビリンス(THE FOURTH BOOK LABYRINTH) - 迷宮の書。迷宮建築家のクレタのダイダロスは本書を元に数多くの迷宮を作ったが最後には自身がその中に囚われてしまったと言う。
5. ファブリカ(THE FIFTH BOOK FABRICA) - 解剖学の書。正式名称は「DE HUMANI CORPORIS FABRICA」。ベルギーの解剖学者アンドレアス・ヴェサリウスが所有し、発表した完璧な解剖図集。それまで1000年以上権威を誇っていたガレノスの学説を覆したが教会により出版を差し止められた。
6. テイル・オブ・ローズ(THE SIXTH BOOK THE TALE OF ROSES) - 愛の書。14世紀に詩人ペトラルカが所有していた詩の本である。ソネット（14行詩）形式を生み出す礎となった。のちに16世紀にはシェイクスピアが本書を所有することとなる。
7. ネクロノミコン(THE SEVENTH BOOK NECRONOMICON) - 死者の書。かつてフランシスコ会が所有していた死についての知識の書。第七章の不死についての章は痛みがひどく判読できない状態であるという。
8. アストロノミコン(THE EIGHTH BOOK ASTRONOMICON) - 占星術の書。天体と人体の関連について及び未来の予言などで構成されている。かつてラテン語で作成されたが禁書とされる。これを支持したドミニコ会修道士ジョルダーノ・ブルーノは異端者として1600年にヴェネチアで火刑に処された。
9. 美学大全(THE NINETH BOOK AESTHETICS) - 美学の書。14世紀にメディチ家が所有していた。同家は芸術家の育成に尽力し、レオナルド・ダ・ヴィンチ、ミケランジェロ・ブオナローティなどが輩出した。これによりルネサンスが勃興した。
10. ポリクロニコン(THE TENTH BOOK POLYCRONYCON) - 歴史の書。かつてベネディクト会修道士ヒグデンが所有していた114部からなる年代記で天地創造から現代までの全ての出来事が記録されており現在も更新中だという。1482年にその一部がウィリアム・キャクストンにより出版された。
11. ル・ヴィアンディエ(THE ELEVENTH BOOK LE VIANDIER) - 美食の書。14世紀にフランス王家の料理長タイユヴァンが所有していた。科学や建築、美学の要素をも持った画期的な内容の書。
12. 沈黙の書(THE TWELFTH BOOK SILENCE) - 錬金術の書。神聖ローマ帝国ルドルフ2世の図書館に蔵されていたと言われる。世界を変えるほどの力を秘めていると言われているがその内容はいまだに解明されていない。
13. ブック オブ ウォーターマークス(THE BOOK OF WATERMARKS) - 蔵書目録の書。地上の全ての本を管理する偉大なる蔵書目録。本書の編纂は古代バビロニアの時代に始まったとされる。シュメール語、ギリシア語、ラテン語などで構成されている。

## スタッフ
- 制作：アーク・エンタテインメント
- ゲームクリエイター：小林孝志
- グラフィックデザイナー：尾鷲美絵
- スーパーバイザー：松方哲哉
- 音楽：モイヤ・ブレナン(Moya Brennan)、マーティン・オールコック(Maartin Allcock)
- 配役
  - プロスペロー：ジャック・ドナー(Jack Donner)
  - エアリアル：マーク・ロング(Mark Long)、ブラッド・ナーゾ(Brad Naso)